# Raquel Peixoto

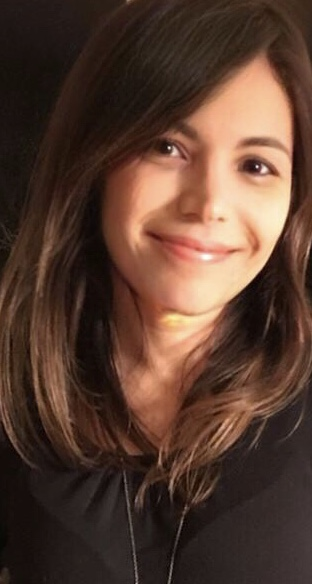
Raquel Peixoto (2020)

Raquel Silva Peixoto (* 1976 in Rio de Janeiro) ist eine brasilianische Meeresbiologin und Hochschullehrerin an der König-Abdullah-Universität für Wissenschaft und Technologie (KAUST).

## Leben und Wirken
Peixoto studierte ab 1994 Biologie an der Universidade Federal do Rio de Janeiro (UFRJ), wo sie 1999 ihren Abschluss machte. 2001 erwarb sie dort zudem einen Masterabschluss in Biotechnologie. 2005 wurde sie in Rio de Janeiro mit der mikrobiologischen Arbeit Seleção e monitoramento polifásico de bactérias antagonistas a Ralstonia solanacearum na rizosfera de tomateiro (Lycopersicum esculentum) (deutsch: Selektion und polyphasisches Monitoring von antagonistischen Bakterien gegen Ralstonia solanacearum in der Rhizosphäre der Tomate (Lycopersicum esculentum)) promoviert, wobei 2003 einen Teil ihrer Forschungen am Julius Kühn-Institut durchgeführt hatte. Anschließend war sie als Postdoktorandin am Instituto de Microbiologia Paulo de Góes der UFRJ tätig und hatte einen halbjährigen Lehrauftrag an der Universidade do Estado do Rio de Janeiro inne. 2011 wurde Peixoto assoziierte Professorin an der UFRJ und begann mit ihrem Labor, die Forschungen im Bereich der Mikrobiome von Korallen voranzutreiben. Von 2012 bis 2016 war sie nationale Koordinatorin für mikrobiolgische Umweltwissenschaften der brasilianischen Gesellschaft für Mikrobiologie. 2020 wechselte sie als assoziierte Professorin an die König-Abdullah-Universität für Wissenschaft und Technologie, um ihre theoretischen Forschungen zu Korallen dort im Roten Meer praktisch umzusetzen. 2023 erhielt Peixoto den Rachel-Carson-Preis. Im November 2024 wurde sie zur Präsidentin der International Society for Microbial Ecology ernannt. Im selben Jahr erhielt sie den Frontiers Planet Prize.
Peixoto ist verheiratet mit einem Kollegen an der KAUST und Mutter von drei Kindern.

## Forschungsschwerpunkte
Peixotos Forschungsschwerpunkte liegen in der Meeresmikrobiologie. In ihrer Zeit in Brasilien widmete sie sich zunächst der Entwicklung von ölfressenden Bakterien, um Mangrovenwälder nach Ölkatastrophen wieder zu säubern. Hierbei erkannte sie eine wachstumsfördernde Wirkung der Bakterien auf die Mangroven. Sie übertrug sodann ihre Erkenntnisse auf Korallen und experimentierte mit probiotischen Injektionen in Korallen. Mit dieser Methode gelang es ihr, Korallen resilienter gegen Umwelteinflüsse wie die Erwärmung der Meere oder die Versauerung der Meere zu machen und so zum Kampf gegen Korallenbleiche und dem Schutz der Riffe beizutragen. Mit Hilfe ihrer Methode ist es gelungen, die Überlebenschance von von Korallenbleiche betroffenen Korallen um 40 % zu steigern. In diesem Zusammenhang war sie eine der Mitbegründerinnen des Internationalen Beneficial Microbes for Marine Organisms network. Zudem ist sie Co-Vorsitzende des Komitees zum Erhalt von Korallen der International Coral Reef Society. Stand Juni 2025 weist Peixoto einen h-Index von 60 auf; ihre Arbeiten wurden über 10.000 Mal zitiert.